# Vashugiri
Vashugiri est une petite île inhabitée des Maldives.

## Géographie
Vashugiri est située dans le centre des Maldives, au Nord-Ousest de l'atoll Felidhu, dans la subdivision de Vaavu. 